# جاستین همر
جاستین همر (به انگلیسی: Justin Hammer)یک شخصیت خیالی قهرمان است که در کتب کامیک مارول کامیکس وجود دارد؛ و برای اولین بار، در شمارهٔ ۱۲۰ مرد آهنی (Iron Man) در می ۱۹۷۹ معرفی شد.